# 39. ceremonia wręczenia Oscarów
39. ceremonia rozdania Oscarów odbyła się 10 kwietnia 1967 roku w Santa Monica Civic Auditorium w Santa Monica.

## Laureaci

### Najlepszy film
- Fred Zinnemann – Oto jest głowa zdrajcy
- Lewis Gilbert – Alfie
- Norman Jewison – Rosjanie nadchodzą
- Robert Wise – Ziarnka piasku
- Ernest Lehman – Kto się boi Virginii Woolf?

### Najlepszy aktor
- Paul Scofield – Oto jest głowa zdrajcy
- Michael Caine – Alfie
- Alan Arkin – Rosjanie nadchodzą
- Steve McQueen – Ziarnka piasku
- Richard Burton – Kto się boi Virginii Woolf?

### Najlepszy aktor drugoplanowy
- Walter Matthau – Szczęście Harry’ego
- James Mason – Georgy Girl
- Robert Shaw – Oto jest głowa zdrajcy
- Mako – Ziarnka piasku
- George Segal – Kto się boi Virginii Woolf?

### Najlepsza aktorka
- Elizabeth Taylor – Kto się boi Virginii Woolf?
- Lynn Redgrave – Georgy Girl
- Vanessa Redgrave – Morgan: przypadek do leczenia
- Ida Kamińska – Sklep przy głównej ulicy
- Anouk Aimée – Kobieta i mężczyzna

### Najlepsza aktorka drugoplanowa
- Sandy Dennis – Kto się boi Virginii Woolf?
- Vivien Merchant – Alfie
- Jocelyne LaGarde – Hawaje
- Wendy Hiller – Oto jest głowa zdrajcy
- Geraldine Page – Jesteś już mężczyzną

### Najlepsza scenografia i dekoracje wnętrz (film czarno-biały)
- Richard Sylbert, George James Hopkins – Kto się boi Virginii Woolf?
- Robert Luthardt, Edward G. Boyle – Szczęście Harry’ego
- George W. Davis, Paul Groesse, Henry Grace, Hugh Hunt – Pan Buddwing
- Willy Holt, Marc Frédérix, Pierre Guffroy – Czy Paryż płonie?
- Luigi Scaccianoce – Ewangelia według św. Mateusza

### Najlepsza scenografia i dekoracje wnętrz (film kolorowy)
- Jack Martin Smith, Dale Hennesy, Walter M. Scott, Stuart A. Reiss – Fantastyczna podróż
- Alexander Golitzen, George C. Webb, John McCarthy Jr., John P. Austin – Gambit
- Piero Gherardi – Giulietta i duchy
- Hal Pereira, Arthur Lonergan, Robert R. Benton, James W. Payne – Oscar
- Boris Leven, Walter M. Scott, John Sturtevant, William Kiernan – Ziarnka piasku

### Najlepsze zdjęcia (film czarno-biały)
- Haskell Wexler – Kto się boi Virginii Woolf?
- Joseph LaShelle – Szczęście Harry’ego
- Kenneth Higgins – Georgy Girl
- Marcel Grignon – Czy Paryż płonie?
- James Wong Howe – Twarze na sprzedaż

### Najlepsze zdjęcia (film kolorowy)
- Ted Moore – Oto jest głowa zdrajcy
- Ernest Laszlo – Fantastyczna podróż
- Russell Harlan – Hawaje
- Conrad L. Hall – Zawodowcy
- Joseph MacDonald – Ziarnka piasku

### Najlepsze kostiumy (film czarno-biały)
- Irene Sharaff – Kto się boi Virginii Woolf?
- Danilo Donati – La Mandragola
- Helen Rose – Pan Buddwing
- Jocelyn Rickards – Morgan: przypadek do leczenia
- Danilo Donati – Ewangelia według św. Mateusza

### Najlepsze kostiumy (film kolorowy)
- Elizabeth Haffenden, Joan Bridge – Oto jest głowa zdrajcy
- Jean Louis – Gambit
- Piero Gherardi – Giulietta i duchy
- Dorothy Jeakins – Hawaje
- Edith Head – Oscar

### Najlepsza reżyseria
- Fred Zinnemann – Oto jest głowa zdrajcy
- Michelangelo Antonioni – Powiększenie
- Richard Brooks – Zawodowcy
- Claude Lelouch – Kobieta i mężczyzna
- Mike Nichols – Kto się boi Virginii Woolf?

### Pełnometrażowy film dokumentalny
- Peter Watkins – The War Game
- Alfred R. Kelman – The Face of a Genius
- Peter Jones, Tom Daly – Helicopter Canada
- Alexander Grasshoff – The Really Big Family
- Haroun Tazieff – Le Volcan interdit

### Krótkometrażowy film dokumentalny
- Edmond A. Levy – A Year Toward Tomorrow
- Marin Karmitz, Vladimir Forgency – Adolescence
- Michael Ahnemann, Gary Schlosser – Cowboy
- Lee R. Bobker, Helen Kristt Radin – The Odds Against
- Hungarofilm – Részletek J.S. Bach Máté passiójából

### Najlepszy montaż
- Fredric Steinkamp, Henry Berman, Stewart Linder, Frank Santillo – Grand Prix
- William B. Murphy – Fantastyczna podróż
- Hal Ashby, J. Terry Williams – Rosjanie nadchodzą
- William H. Reynolds – Ziarnka piasku
- Sam O’Steen – Kto się boi Virginii Woolf?

### Najlepszy film nieanglojęzyczny
- Claude Lelouch – Kobieta i mężczyzna
- Gillo Pontecorvo – Bitwa o Algier
- Jerzy Kawalerowicz – Faraon
- Miloš Forman – Miłość blondynki
- Aleksandar Petrovic – Trzy

### Najlepsza muzyka
- John Barry – Elza z afrykańskiego buszu
- Toshirō Mayuzumi – Biblia
- Elmer Bernstein – Hawaje
- Jerry Goldsmith – Ziarnka piasku
- Alex North – Kto się boi Virginii Woolf?

### Najlepsza adaptacja muzyki
- Ken Thorne – Zabawna historia wydarzyła się w drodze na forum
- Elmer Bernstein – Powrót siedmiu wspaniałych
- Harry Sukman – The Singing Nun
- Al Ham – Stop the World: I Want to Get Off
- Luis Enríquez Bacalov – Ewangelia według św. Mateusza

### Najlepsza piosenka filmowa
- John Barry (muzyka), Don Black (słowa) – „Born Free” z filmu Elza z afrykańskiego buszu
- Burt Bacharach (muzyka), Hal David (słowa) – „Alfie” z filmu Alfie
- Johnny Mandel (muzyka), Paul Francis Webster (słowa) – „A Time for Love” z filmu Amerykańskie marzenia
- Tom Springfield (muzyka), Jim Dale (słowa) – „Georgy Girl” z filmu Georgy Girl
- Elmer Bernstein (muzyka), Mack David (słowa) – „My Wishing Doll” z filmu Hawaje

### Najlepszy dźwięk
- Franklin Milton (MGM Studio Sound Department) – Grand Prix
- Waldon O. Watson (Universal City SSD) – Gambit
- Gordon Sawyer (Samuel Goldwyn SSD) – Hawaje
- James Corcoran (20th Century-Fox SSD) – Ziarnka piasku
- George Groves (Warner Bros. SSD) – Kto się boi Virginii Woolf?

### Najlepsze efekty specjalne
- Art Cruickshank – Fantastyczna podróż
- Linwood G. Dunn – Hawaje

### Najlepszy montaż dźwięku
- Gordon Daniel – Grand Prix
- Walter Rossi – Fantastyczna podróż

### Krótkometrażowy film animowany
- John Hubley, Faith Hubley – The Box
- Wolf Koenig, Robert Verrall – The Drag
- David H. DePatie, Friz Freleng – The Pink Blueprint

### Krótkometrażowy film aktorski
- Edgar Anstey – Wild Wings
- Derek Williams – Turkey the Bridge
- Leslie Winik – The Winning Strain

### Najlepszy scenariusz oryginalny
- Claude Lelouch, Pierre Uytterhoeven – Kobieta i mężczyzna
- Michelangelo Antonioni, Tonino Guerra, Edward Bond – Powiększenie
- Billy Wilder, I.A.L. Diamond – Szczęście Harry’ego
- Robert Ardrey – Chartum
- Clint Johnston, Don Peters – The Naked Prey

### Najlepszy scenariusz adaptowany
- Robert Bolt – Oto jest głowa zdrajcy
- Bill Naughton – Alfie
- Richard Brooks – Zawodowcy
- William Rose – Rosjanie nadchodzą
- Ernest Lehman – Kto się boi Virginii Woolf?

### Oscar Honorowy
- Yakima Canutt – za innowacje technologiczne
- Y. Frank Freeman – za całokształt osiągnięć